# Отто, Иоганн Франц
Иоганн Франц Отто (нем. Johann Franz Otto; 4 сентября 1732, Нидерхансдорф, ныне Яшкова-Дольна, Клодзский повят — 5 декабря 1805, Глац) — силезский органист и композитор.
Окончил в Глаце школу иезуитов, с 1756 г. помощник органиста в ней, затем органист. С 1776 г. также преподавал музыку в учительском институте. Утверждается, что его игру ценил король Пруссии Фридрих II, всякий раз отправлявшийся послушать её при посещении города. В 1784 г. опубликовал в Бреслау сборник хоралов (нем. Neues vollständiges Choralbuch). Учеником Отто был К. Ф. Пич.